# 圣维克图尔
圣维克图尔（法語：Saint-Victour，法語發音：[sɛ̃ viktuʁ]）是法国科雷兹省的一个市镇，属于于塞勒区。

## 地理
圣维克图尔（45°27'52"N, 2°22'49"E）面积14.79 平方千米，位于法国新阿基坦大区科雷兹省，该省份为法国中南部省份，北起上维埃纳省和克勒兹省，西接多爾多涅省，南至洛特省，东临多姆山省和康塔爾省。
与圣维克图尔接壤的市镇（或旧市镇、城区）包括：希拉克贝勒维、马尔热里德、罗什勒佩鲁、博尔附近圣博内、圣埃蒂安拉热内斯特、圣埃克叙佩里-莱罗什、圣玛丽拉帕努兹、韦里耶尔。

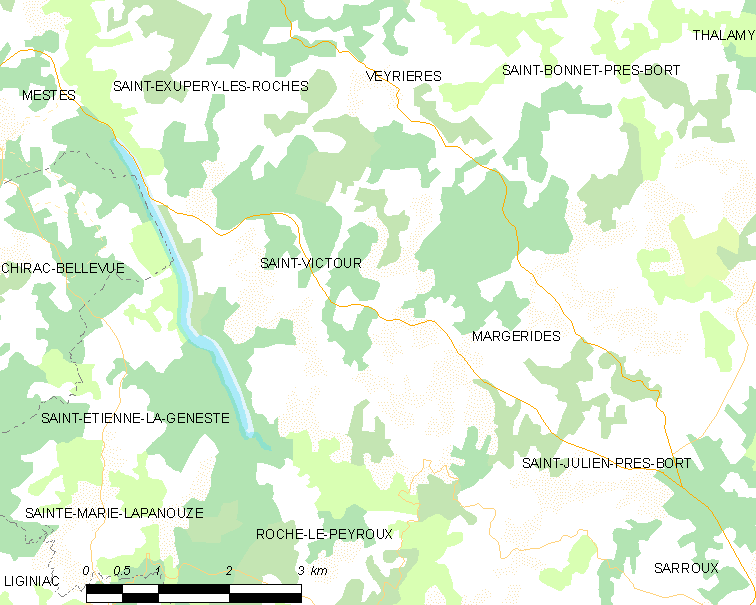
圣维克图尔的OSM定位图

圣维克图尔的时区为UTC+01:00、UTC+02:00（夏令时）。

## 行政
圣维克图尔的邮政编码为19200，INSEE市镇编码为19247。

## 政治
圣维克图尔所属的省级选区为上多尔多涅县。

## 人口

1962-2008年间圣维克图尔人口变化图示

圣维克图尔于2022年1月1日时的人口数量为194人。